# Régularisation zêta
En analyse fonctionnelle, la régularisation zêta est une méthode de régularisation des déterminants d'opérateurs qui apparaissent lors de calculs d'intégrales de chemins en théorie quantique des champs. 

## Le cas du Laplacien
Soit {\displaystyle \Omega } un domaine compact de {\displaystyle \mathbb {R} ^{n}} à bord {\displaystyle \partial \Omega }. Sur ce domaine, on considère l'opérateur positif {\displaystyle {\hat {H}}=-\ \Delta }, où {\displaystyle \Delta } est le Laplacien, muni de conditions aux limites sur le bord {\displaystyle \partial \Omega } du domaine (Dirichlet, Neumann, mixtes) qui précisent complètement le problème.
Lorsque le domaine {\displaystyle \Omega } est compact, l'opérateur positif {\displaystyle {\hat {H}}=-\ \Delta } possède un spectre discret de valeurs propres auxquels est associée une base orthonormée de vecteurs propres (on utilise ici les notations de Dirac) :
{\displaystyle {\hat {H}}\ |\psi _{n}\rangle \ =\ \lambda _{n}\ |\psi _{n}\rangle \,,\quad 0\leq \lambda _{1}\leq \lambda _{2}\leq \dots \leq \lambda _{n}\leq \dots \leq +\infty }

## Fonction zêta spectrale

### Définition
On suppose ici que le fondamental {\displaystyle \lambda _{1}\neq 0}. Par analogie avec la fonction zêta de Riemann, on introduit la fonction zêta spectrale par la série de type Dirichlet :
{\displaystyle \zeta (s)=\sum _{n=1}^{+\infty }{\frac {1}{\lambda _{n}^{s}}}}
Cette série ne converge que pour Re(s) suffisamment grand, mais elle admet un prolongement méromorphe à tout le plan complexe.
Lorsque le spectre de l'opérateur {\displaystyle {\hat {H}}} n'est pas connu explicitement, on peut utiliser la définition formelle comme trace :
{\displaystyle \zeta (s)=\mathrm {Tr} \left(\exp \left[-s\ln {\hat {H}}\right]\right)}

### Lien avec le déterminant
Le déterminant de l'opérateur H est défini par :
{\displaystyle \mathrm {det} {\hat {H}}=\prod _{n=1}^{+\infty }\lambda _{n}}
Avec l'identité :
{\displaystyle \ln \mathrm {det} {\hat {H}}=\ln \left(\prod _{n=1}^{+\infty }\lambda _{n}\right)=\sum _{n=1}^{+\infty }\ln \lambda _{n}=\mathrm {Tr} \ln {\hat {H}}}
on démontre facilement la relation formelle :
{\displaystyle \mathrm {det} {\hat {H}}=\exp \left[-\zeta '(0)\right]}
où la dérivée de la fonction zêta est évaluée en s = 0.

### Lien avec le noyau de la chaleur
La fonction zêta est reliée par une transformée de type Mellin :
{\displaystyle \zeta (s)={\frac {1}{\Gamma (s)}}\int _{0}^{+\infty }\mathrm {d} t\,t^{s-1}\,\mathrm {Tr} \left(\mathrm {e} ^{-t{\hat {H}}}\right)}
à la trace du noyau de la chaleur, définie par :
{\displaystyle \mathrm {Tr} \left(\mathrm {e} ^{-t{\hat {H}}}\right)=\sum _{n=1}^{+\infty }\mathrm {e} ^{-t\lambda _{n}}}

### Lien avec l'intégrale
Pour n entier, la régularisation zêta permet de donner un sens à des intégrales divergentes de la forme {\displaystyle \int _{0}^{\infty }\mathrm {d} xx^{n}\ :}
{\displaystyle \int _{0}^{\infty }\mathrm {d} x\,x^{n}={\frac {n}{2}}\int _{0}^{\infty }\mathrm {d} x\,x^{n-1}+\zeta (-n)-\sum _{r=1}^{\infty }{\frac {B_{2r}}{(2r)!}}a_{n,r}(n-2r+1)\int _{0}^{\infty }\mathrm {d} x\,x^{n-2r}},
{\displaystyle a_{n,r}={\frac {\Gamma (n+1)}{\Gamma (n-2r+2)}}}.
Cette méthode a été introduite en théorie quantique des champs par des physiciens comme James Hartle et Emilio Elizalde. On peut l'utiliser pour régulariser le produit de deux distributions en utilisant le théorème de convolution avec intégrales divergentes {\displaystyle \int _{-\infty }^{\infty }\mathrm {d} t(x-t)^{m}t^{n}}

## Extensions
- Toutes les définitions précédentes se transposent assez naturellement au cas de l'opérateur de Laplace-Beltrami sur une variété riemannienne compacte, qui possède alors également un spectre discret. Elles s'étendent également au cas des variétés non-compactes à bord lorsque le spectre est encore discret

- Il est également possible d'étendre la théorie pour un autre opérateur elliptique.

## Articles liés
- Fonction zêta de Riemann
- Noyau de la chaleur
- Théorie quantique des champs
- Régularisation (physique)

### Ouvrages de référence
- (en) Emilio Elizalde, « Ten Physical Applications of Spectral Zeta Functions », Lecture Notes in Physics. New Series, Springer-Verlag, vol. M35,‎ 1995 (lire en ligne)
- (en) Andrei A Bytsenko, Emilio Elizalde, Sergei D. Odintsov, August Romeo et Sergio Zerbini, Zeta Regularization Techniques With Applications, World Scientific, 1994 (ISBN 978-9810214418).

### Articles
- (en) J. S. Dowker et R. Critchley, « Effective Lagrangian and energy-momentum tensor in de Sitter spacee », Physical Review, vol. D 13,‎ 1976, p. 3224-3232.
- (en) Stephen Hawking, « Zeta function regularization of path integrals in curved spacetime », Communications in Mathematical Physics, vol. 55, no 2,‎ 1977, p. 133-148 (lire en ligne).
- (en) André Voros, « Spectral functions, special functions and the Selberg zeta function », Communications in Mathematical Physics, vol. 110, no 3,‎ 1987, p. 439–465 (lire en ligne).
- Pierre Cartier et André Voros, « Nouvelle interprétation de la formule des traces de Selberg », Journées équations aux dérivées partielles, vol. 13,‎ 1988 (lire en ligne)
- (en) E. Elizalde, « Zeta-function regularization is well-defined and well », Journal of Physics, vol. A 27,‎ 1994, p. 299-304.